# Вариатор
Вариаторът е механизъм за безстъпално изменение на предавателното отношение между задвижващ и изпълнителен механизъм. Вариаторът се състои от няколко предавки и устройства, които осигуряват тяхното функциониране.
Той може да е фрикционен, ремъчен, верижен, хидравличен, като най-често използван е фрикционният. Намира приложение в транспорта, хартиената, химическата промишленост и машиностроенето. Вариатор се използва и в някои от съвременните автоматични трансмисии за автомобили.